# Dragan Lukovski
Dragan Lukovski (en serbio: Драган Луковски; Skopje, RFS Yugoslavia, 21 de marzo de 1975) es un jugador de baloncesto serbio. Con 1,85 m de estatura, jugaba en la posición de base.

## Equipos
- 1993-1994 KK Spartak Subotica
- 1994-1995  Novi Sad
- 1995-1999 Partizan de Belgrado
- 1999-2000 Estrella Roja de Belgrado
- 2000-2001  Fenerbahçe
- 2001-2004 Pau-Orthez
- 2004-2005 Makedonikos
- 2005-2006 BC Kiev
- 2006-2007  Panionios
- 2007-2009 CSP Limoges